# سوففهم برير (كامبريدجشير)
سوففهم برير (بالإنجليزية: Swaffham Prior)‏ هي قرية وأبرشية مدنية تقع في المملكة المتحدة في إنجلترا. يقدر عدد سكانها بـ 841 نسمة .